# لایاتیکو
لایاتیکو (به ایتالیایی: Lajatico) یک کومونه در ایتالیا است که در استان پیزا واقع شده‌است.

## خصوصیات
لایاتیکو ۷۲٫۳ کیلومترمربع مساحت و ۱٬۳۵۳ نفر جمعیت دارد و ۲۰۵ متر بالاتر از سطح دریا واقع شده‌است.